# Seminars in Fetal & Neonatal Medicine
Seminars in Fetal & Neonatal Medicine, abgekürzt Semin. Fetal Neonatal. Med., ist eine wissenschaftliche Fachzeitschrift, die vom Elsevier-Verlag veröffentlicht wird. Die Zeitschrift erscheint mit sechs Ausgaben im Jahr. Sie wurde 1996 unter dem Namen Seminars in Neonatology gegründet und erhielt 2004 den heutigen Namen. Es werden Arbeiten veröffentlicht, die sich mit Erkrankungen des ungeborenen und neugeborenen Kindes beschäftigen.
Der Impact Factor lag im Jahr 2014 bei 3,028. Nach der Statistik des ISI Web of Knowledge wird das Journal mit diesem Impact Factor in der Kategorie Pädiatrie an 14. Stelle von 119 Zeitschriften geführt.